# Feelgood
Feelgood è il sesto singolo del cantante svedese Ola Svensson. Il brano, scritto da Tony Nilsson e Jonas Myrin è incluso nell'album Good Enough - The Feelgood Edition.

Questa canzone si è classificata in posizione #2 della classifica dei singoli svedesi. Il singolo ha venduto oltre 40 000 copie, vincendo così due dischi di Platino in Svezia.

## Tracce
1. Feelgood – 3:32

## Posizione in classifica
| Classifica (2008)              | Posizione in classifica | Settimane TOT | Certificazioni |
| Classifica (2008)              | Posizione in classifica | Settimane TOT | Svezia         |
| ------------------------------ | ----------------------- | ------------- | -------------- |
| Classifica dei singoli svedesi | #2 (1 settimana)        | 10            | 2xPlatino      |